# Bouřková sezóna
Bouřková sezóna (polsky Sezon burz) je šestý román a v pořadí osmý díl fantasy série Zaklínač od polského spisovatele Andrzeje Sapkowského. V roce 2013 jej vydalo nakladatelství superNOWA. Nejedná se o přímé pokračování k Sáze o Geraltovi, nýbrž o prequel, jenž se odehrává mezi povídkami první sbírky Poslední přání. V Česku vydalo román nakladatelství Leonardo v roce 2015.
Druhý svazek komiksu The Witcher od Dark Horse Comics zvaný Fox Children je založen na jedné z kapitol Bouřkové sezóny.

## Příběh
Příběh knihy začíná likvidací netvora, při kterém však zemře jeden muž, kterého Geralt nestačí zachránit. Kvůli tomu se cítí mizerně, i přes to, že zaklínači po Zkoušce Trav ztrácí city. Dále se v ději staneme svědky rozhovoru mezi králem Belohunem, panovníkem Keracku, a vědmou Lyttou Neid. Nakonec se ocitneme ve městě Kerack, metropole stejnojmenného království, které je západním sousedem Temerie, kam zaklínač Geralt putuje. Při vstupu musí odevzdat své dva zaklínačské meče. Poté je Geralt zatčen a uvrhnut do vězení, ze kterého je ale propuštěn na kauci. Nakonec už chce z tohoto města odejít, ale zjistí, že mezitím co byl ve vězení, jeho zbraně někdo vyzvedl. Vydává se tedy po stopě ukradených zbraní, až se dostane zpět do Keracku. Zde v průběhu jeho pobytu byl pozván jako ochranka krále Belohuna, který si bere svojí novou ženu. V průběhu je svatba narušena a král Belohun je zabit svým synem Viraxem, který se nakonec stává králem. Po tomto incidentu se od moře přižene velká bouře, která zničí téměř polovinu města. Geralt se nakonec vydává na svoji další cestu. Po cestě se zastaví v hostinci, kde mu tajemná dívka vrátí jeho meče.